# فراری موندیال

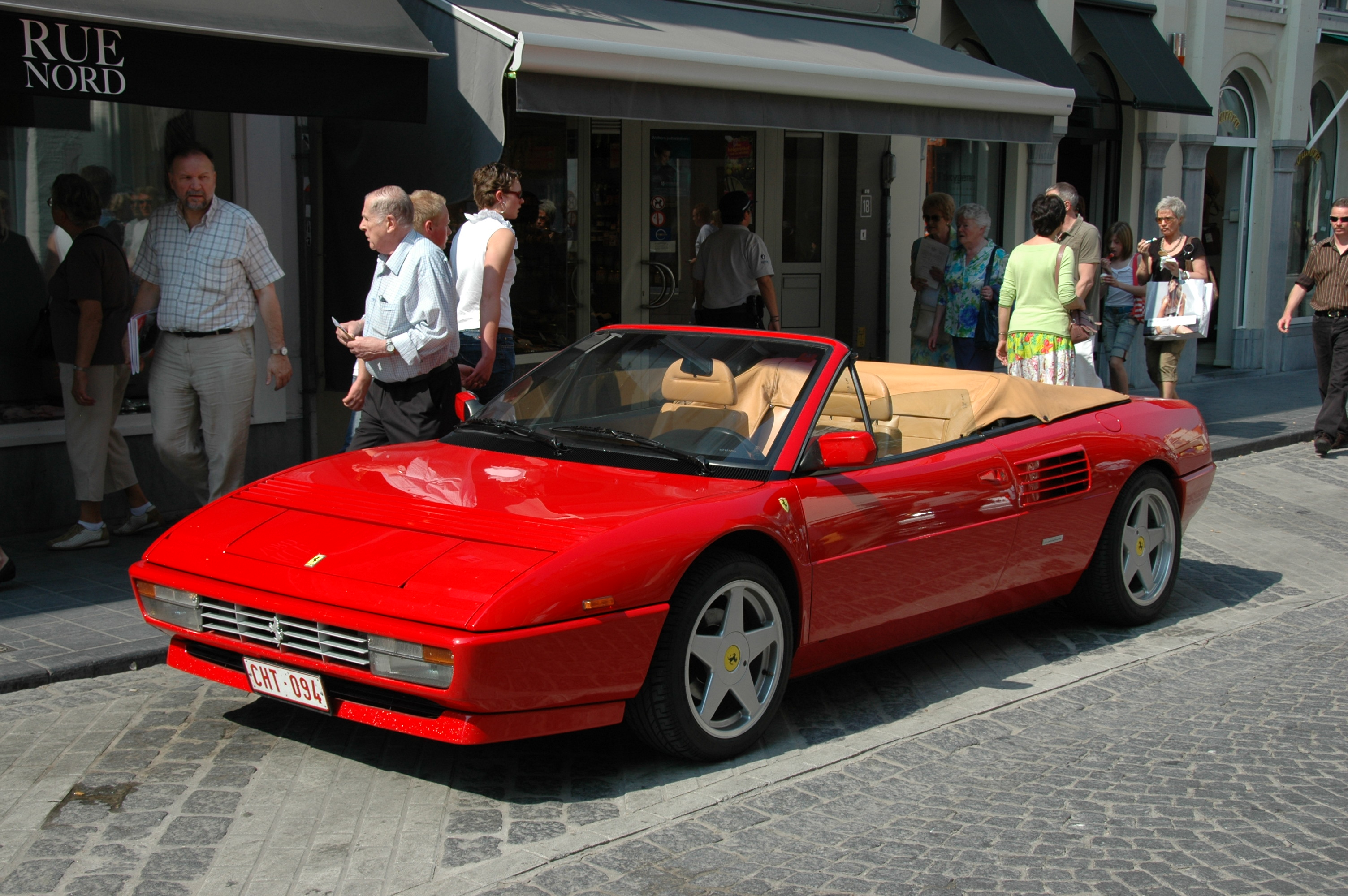

فراری موندیال (Ferrari Mondial) خودرویی است که در سال‌های ۱۹۸۰–۱۹۹۳/>۶،۸۸۴ producedدر مودنا و ایتالیا تولید شده‌است. است.